# Papurana moluccana
Papurana moluccana es una especie de anfibio anuro de la familia Ranidae.

## Distribución geográfica
Es endémica de las islas Halmahera y Bacan, en las Molucas septentrionales (Indonesia).